# 소장기호
소장기호(Location code)란 서지나 목록레코드에 나타나는 2~3 글자 혹은 한 단어로 된 문자코드이다. 보통 특정 위치나 서가배열된 집서를 가리킨다. 종합목록에서 소장기호는 컨소시엄 내에 있는 도서관을 가리키기 위해 사용되는데, 분류기호와 도서기호에 추가하여 도서가 어느 도서관의 소유인지를 나타낸다. 위치표시기호라고도 한다. 개별(단독) 도서관 내 장서의 위치가 아니라 장서가 컨소시엄 내의 어떤 도서관에 있는지를 나타내는 기호라는 점에서 소재기호와 구분된다.

## 같이 보기
- 소재기호
- 도서관
- ISBN
- 컨소시엄